# Friedel Gütt
Friedel B. Gütt (* 18. Januar 1933 in Hamburg; † 10. Mai 2020) war ein deutscher Sportfunktionär.

## Leben
Gütt, Sohn einer aus Ostpreußen stammenden Mutter und des aus Westpreußen stammenden Arztes, Medizinalbeamten und SS-Brigadeführers Arthur Gütt, wuchs nach dem Zweiten Weltkrieg im Bergischen Land auf. Er spielte Fußball und Handball und war Mitglied des SV Burscheid. Er studierte Rechtswissenschaft in Göttingen sowie Freiburg im Breisgau, ehe er nach Hamburg zurückkehrte. Dort wurde er Mitglied der SV Blankenese und später des SC Concordia Hamburg.
Im Jahr 1964 wurde an der Universität Hamburg seine Doktorarbeit im Fach Rechtswissenschaft zum Thema „Die Bewährung bedingt verurteilter Jugendlicher und Heranwachsender: dargestellt an Hand der Rechtsprechung der Hamburger Jugendkammer“ angenommen. Er war ab 1968 Schatzmeister im Hamburger Fußball-Verband (HFV), ab 1970 Vizepräsident und in den Jahren 1991 bis 2007 HFV-Vorsitzender. In seine Amtszeit fiel der Umzug des HFV nach Hamburg-Jenfeld, wo unter anderem die Verbandsgeschäftsstelle sowie Sportanlagen angesiedelt wurden.
Zudem hatte Gütt von 1981 bis 1996 den Vorsitz des Hamburger Sportbundes (HSB) inne und wurde später HSB-Ehrenpräsident. In seiner Amtszeit als HSB-Vorsitzender stieg die Zahl der HSB-Mitgliedervereine zwischen 1981 und 1996 von 595 auf 740. Ab Mai 1985 war er Sprecher der bundesdeutschen Landessportbünde. Vom Vorsitz des HSB trat Gütt im April 1996 zurück, nachdem es mit Mitgliedsverbänden Meinungsverschiedenheiten über die Verteilung öffentlicher Gelder gegeben hatte.
Im Norddeutschen Fußball-Verband war Gütt in den Jahren 1991 bis 2009 stellvertretender Vorsitzender. In zwei Amtszeiten (1986 bis 1989 sowie 1992 bis 2001) gehörte Gütt dem Vorstand des Deutschen Fußball-Bundes (DFB) an. Ab Mai 1986 war er zudem Schatzmeister des Deutschen Sportbundes und hatte das Amt bis 1990 inne. Zwischen 2004 und 2007 leitete er die DFB-Revisionsstelle. Der Verein HT16 machte ihn im September 1994 zum Ehrenmitglied, im Oktober 2007 wurde Gütt die DFB-Ehrenmitgliedschaft verliehen.

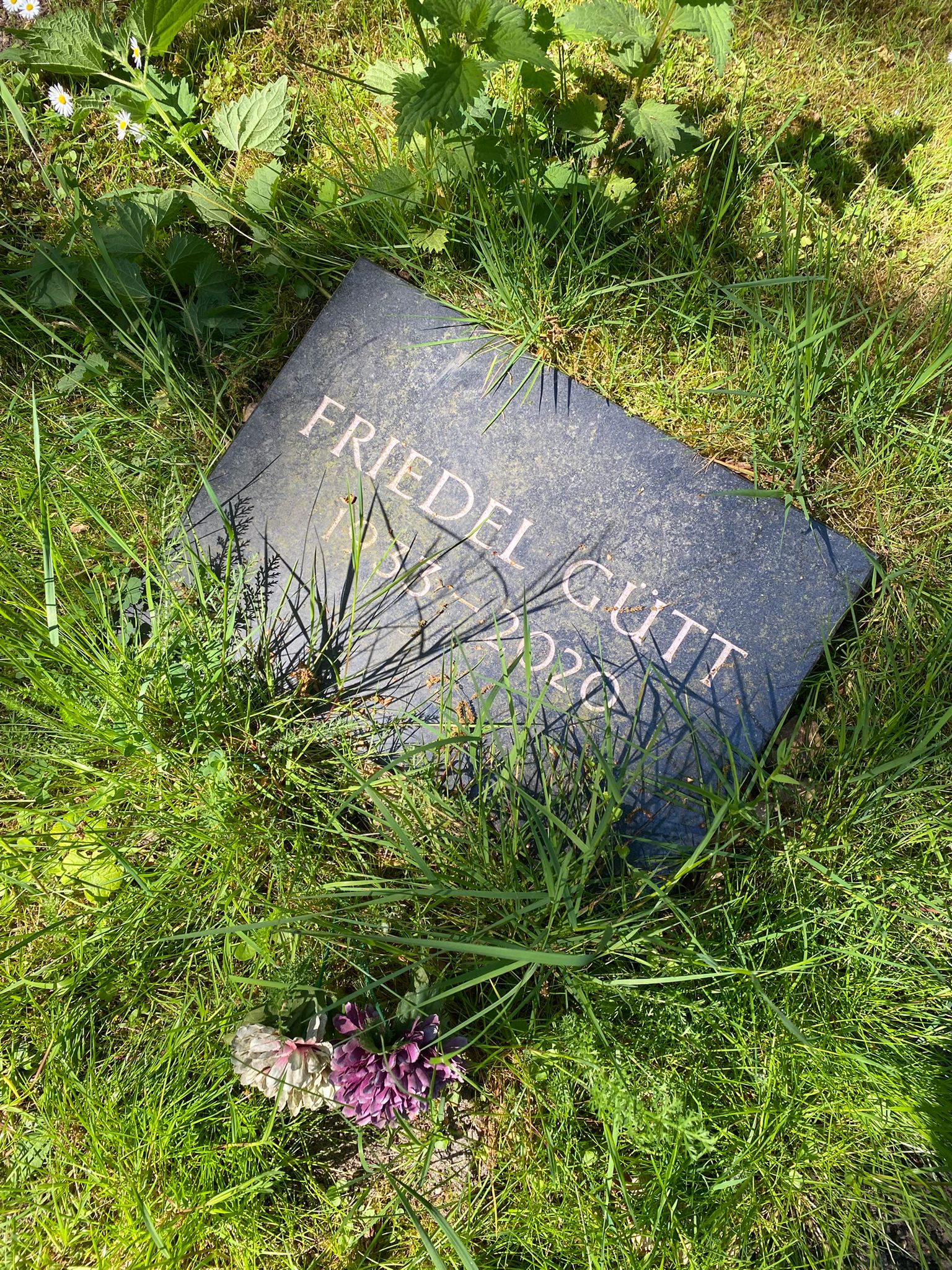
Grabstätte auf dem Friedhof Öjendorf

Im Vorfeld und während der Fußball-Weltmeisterschaft 2006 in Deutschland war Gütt als Leiter der Außenstelle des Organisationskomitees für den Spielort Hamburg zuständig und somit unter anderem für die Umsetzung sowie Einhaltung der Vorgaben des Fußballweltverbandes unter anderem im Stadionbereich, aber auch in der Verkehrslenkung verantwortlich. Im Jahr 2007 wurde er zum ersten Ehrenpräsidenten des Hamburger Fußball-Verbandes ernannt.
Gütt war 46 Jahre lang SPD-Mitglied, im Januar 2004 trat er aus der Partei aus. Er war Senatsdirektor der Hamburger Behörde für Ernährung und Landwirtschaft, war in diesem Amt unter anderem für die Durchführung der Internationalen Gartenbauausstellung 1973 in Hamburg zuständig. Von 1976 bis 1982 war er als Staatsrat in der Hamburger Gesundheitsbehörde tätig. Des Weiteren war er von 1982 bis 1991 Mitglied des Vorstandes der Bavaria- und St. Pauli Brauerei. Von Anfang März bis Anfang Juni 1991 war Gütt Vorsitzender des NDR-Rundfunkrates. Nach öffentlich getätigten Äußerungen Gütts, die die NDR-Leitung als Kritik an der journalistischen Arbeit der Sendeanstalt auffasste, trat Gütt von seinem Amt zurück.
Im Nachruf des Hamburger Fußball-Verbandes wurde Gütt als „Macher mit Ecken und Kanten“ bezeichnet. Sein Bruder war der Journalist Dieter Gütt.
Die letzte Ruhestätte Friedel Gütts befindet sich auf dem Hamburger Friedhof Öjendorf.